# Клечев (гмина)
Клечев (пол. Kleczew) — гмина (волость) в Польше, входит как административная единица в Конинский повет, Великопольское воеводство. Население — 9729 человек (на 2004 год).

## Сельские округа
1. Адамово
2. Будзислав-Гурны
3. Будзислав-Косцельны
4. Изабелин
5. Яблонка
6. Яново
7. Калиновец
8. Камёнка
9. Маршево
10. Милачев
11. Небожин
12. Пшитуки
13. Розтока
14. Славошевек
15. Славошево
16. Старе-Трембы
17. Велькополе
18. Воля-Сплавецка
19. Збежин
20. Злоткув

## Соседние гмины
1. Гмина Казимеж-Бискупи
2. Гмина Орхово
3. Гмина Островите
4. Гмина Повидз
5. Гмина Слесин
6. Гмина Вильчин